# Zimtbindenspecht
Der Zimtbindenspecht (Campephilus pollens) ist ein in Südamerika vorkommender Vogel aus der Familie der Spechte (Picidae). Das Artepitheton ist von dem lateinischen Wort pollens für ‚mächtig‘ abgeleitet und bezieht sich auf die auffallende Größe dieser Spechtart.

## Merkmale
Zimtbindenspechte erreichen eine durchschnittliche Körperlänge von 32 Zentimetern und zählen damit zu den größeren Spechtarten. Zwischen den Geschlechtern besteht ein deutlicher Sexualdimorphismus. Bei den Männchen sind Stirn, Ober- und Hinterkopf sowie die lange Haube bis zum Halsansatz leuchtend rot. Den Weibchen fehlt die rote Farbe gänzlich und die Färbung der Stirn sowie von Ober- und Hinterkopf sind einfarbig schwarz. Das Rumpf- und Schwanzgefieder ist bei beiden Geschlechtern glänzend schwarz. Ein weißer Streifen zieht sich an beiden Halsseiten entlang. Die Innenfahnen der Handschwingen und die der Schirmfedern sind weißlich und bilden beim sitzenden Vogel zwei schräge Streifen oder ein längliches, V-förmiges Muster. Die Spitzen der Handschwingen zeigen einige kleine weiße Flecke. Brust und Bauch sind schwärzlich und zimtfarben gebändert. Der Bürzel ist weißlich. Die Steuerfedern sind keilförmig und dienen als Stütze, wenn sie sich an Baumstämmen bewegen. Der meißelförmige Schnabel ist schiefergrau, die Iris weißlich bis rosa. Beine und Füße sind dunkelgrau.

## Verbreitung, Unterarten und Lebensraum

Verbreitungsgebiet

Neben der in den Anden vom Südwesten Venezuelas über die Mitte Kolumbiens bis in den Süden von Ecuador vorkommenden Nominatform Campephilus pollens pollens ist eine weitere Unterart bekannt:
- Campephilus pollens peruvianus  (Cory, 1915), im Nordwesten von Peru.[3][4]

Hauptlebensraum der Art sind feuchte Bergwälder, Regenwälder, Waldränder und feuchtes, offenes Waldland. Sie ist standorttreu. Die Höhenverbreitung reicht von 900 bis auf 3750 Meter, schwerpunktmäßig zwischen 1700 und 2600 Metern.

## Lebensweise
Über die meist paarweise lebenden Vögel liegen bezüglich der Ernährung keine Kenntnisse vor. Sie halten sich bevorzugt in hochgelegenen Baumregionen auf. Bruttätigkeiten wurden zwischen April und August beobachtet. Das typische Spechtnest wird in einen Baumstamm in Höhen von ca. 7,0 Metern gezimmert. Weitere Details zum Brutverhalten sind noch nicht dokumentiert.

## Gefährdung
Der Zimtbindenspecht ist in seinen Vorkommensgebieten nicht bedroht und wird demzufolge von der Weltnaturschutzorganisation IUCN als  „least concern = nicht gefährdet“ klassifiziert. In Ecuador und Peru ist er jedoch selten.